# Graham Masterton

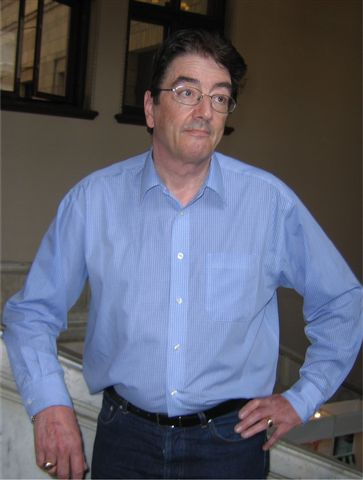
Graham Masterton, Warschau (Polen), 18. Mai 2007

Graham Masterton (* 16. Januar 1946 in Edinburgh) ist ein britischer Autor von Horrorliteratur.

## Leben
Nach einer Ausbildung zum Zeitungsreporter wurde Masterton im Alter von 24 Jahren Redakteur beim Magazin Penthouse. Zu dieser Zeit begann er, eine Reihe von Sex-Ratgebern zu schreiben, die zu Bestsellern wurden, darunter How to drive your man wild in bed, das sich weltweit über drei Millionen Mal verkaufte.
Er schrieb auch für Magazine wie Cosmopolitan, Men’s Health, Woman und Woman’s Own.
Mastertons erfolgreiche Karriere als Horror-Autor begann 1976 mit The Manitou, einer Story über einen alten indianischen Medizinmann, der in unserer Zeit wiedergeboren wird, um sich am „Weißen Mann“ zu rächen. Das Buch wurde zum Bestseller und mit Tony Curtis, Susan Strasberg, Burgess Meredith, Michael Ansara, Stella Stevens und Ann Sothern verfilmt.

## Werke
Graham Masterton schrieb mehr als hundert Romane, neben Horror-Romanen auch Thriller, Katastrophen-Romane, Historische Romane und Kinderbücher.
Außerdem sind in den USA vier Kurzgeschichten-Sammlungen erschienen:
- Fortnight of Fear
- Flights of Fear
- Faces of Fear
- Feelings of Fear

Eine Biografie und Bibliografie, Manitou Man, erschien 1999 bei British Fantasy Society.
In deutscher Übersetzung
- Der Manitou. Bastei Lübbe, Bergisch Gladbach 1978, ISBN 3-404-01043-4.
- Die Rückkehr des Manitou. Bastei Lübbe, Bergisch Gladbach 1979, ISBN 3-404-01279-8.

- Der Dschinn. Bastei Lübbe, Bergisch Gladbach 1979, ISBN 3-404-01109-0.
- Die Tochter der Sphinx. Bastei Lübbe, Bergisch Gladbach 1980, ISBN 3-404-01457-X.
- Jungfernfahrt. Wunderlich, Reinbek 1985, ISBN 3-805-20393-4.
- Nachtreiter. Wilhelm Goldmann Verlag, München 1989, ISBN  3-442-8074-6 (defekt). Korrekte ISBN 3-442-08074-6.
- Tengu. Wilhelm Goldmann Verlag, München 1990, ISBN 978-34420-8073-1.
- Der Horror-Spiegel. Bastei Lübbe, Bergisch Gladbach 1992, ISBN 3-404-13362-5.
- Ritual. Bastei Lübbe, Bergisch Gladbach 1993, ISBN 3-404-13439-7.
- Black Angel. Bastei Lübbe, Bergisch Gladbach 1994, ISBN 3-404-13528-8.
- Der Ausgestoßene. Festa Verlag, Leipzig 2004, ISBN 978-3-935822-78-7.
- Die Opferung. Festa Verlag, Leipzig 2005, ISBN 978-3-935822-99-2.
- Das Insekt. Heyne Verlag, München 2005, ISBN 978-3-453-43007-5.
- Bluterbe. Festa Verlag, Leipzig 2008, ISBN 978-3-86552-076-0.
- Das Atmen der Bestie. Festa Verlag, Leipzig 2012, ISBN 978-3-86552-135-4.
- Irre Seelen. Festa Verlag, Leipzig 2012, ISBN 978-3-86552-164-4.
- Grauer Teufel. Festa Verlag, Leipzig 2015, ISBN 978-3-86552-409-6.
- Die Schlaflosen. Festa Verlag, Leipzig 2017, ISBN 978-3-86552-546-8.
- Auge um Auge. In Festa Special Festa Verlag, Leipzig 2018, ISBN nicht vorhanden, da Privatdruck, d. h. nur über die Verlagswebsite erhältlich
- Fleisch & Blut. In Festa Pulp Festa Verlag, Leipzig 2022, ISBN nicht vorhanden, da Privatdruck, d. h. nur über die Verlagswebsite erhältlich

Katie-Maguire-Reihe
- Bleiche Knochen. Festa Verlag, Leipzig 2017, ISBN 978-3-86552-558-1.
- Gequälte Engel. Festa Verlag, Leipzig 2017, ISBN 978-3-86552-575-8.
- Racheengel. Festa Verlag, Leipzig 2019, ISBN 978-3-86552-725-7.